# Community Shield
La Community Shield, antiguamente conocido como Charity Shield, es un trofeo anual disputado en Inglaterra a beneficio de diversas organizaciones de caridad inglesas, análoga a las Supercopas nacionales que se disputan en otros países. Se celebra a comienzos de temporada, tradicionalmente en el Estadio de Wembley y enfrenta al campeón de la Premier League contra el campeón de la FA Cup, de tal manera que el campeón de esta competición podría ser considerado el mejor equipo de Inglaterra. Si un equipo hace un doblete (Premier y FA Cup), entonces el partido de supercopa se disputa entre el campeón de ambos torneos y el subcampeón de la Premier League.

## Historia
La copa se jugó por primera vez en la temporada de 1908-09, reemplazando al Sheriff of London Charity Shield, que se empezaba a jugar desde 1898-99 (aunque el Sheriff of London Charity Shield reapareciera después unas dos ocasiones junto a la Charity Shield). Los partidos eran entre profesionales contra aficionados. El primer partido fue entre el Manchester United (profesionales) y Queens Park Rangers (aficionados). La competición no era muy considerada, los partidos eran informales, aunque los equipos se preparaban mucho para el mismo.
Después, los partidos de profesionales contra aficionados fueron desechadod, y el formato de la competición gradualmente evolucionó en partidos normales entre los ganadores de la liga y la copa. Aunque, claro, hubo excepciones, como en la edición de 1950, donde jugaron la selección de Inglaterra que participó en la Copa Mundial contra el ganador de la Copa, que había hecho un tour por Canadá en ese momento.
La fecha de disputa de la competición fue movida al comienzo de la temporada en 1959, y en 1974 el secretario de la FA, Ted Croker, creó el formato actual con los donde los partidos siendo disputados entre el ganador de la liga y la copa en Wembley y los ingresos serían destinados a la caridad. El partido es decidido el mismo día con tiempo extra y definición por penales en caso de empate, aunque entre 1975 y 1993 se compartía el trofeo si se producía dicha igualdad en el resultado.
Con la formación de una nueva liga, la Premier League, la Charity Shield comenzó a disputarse entre el ganador de la Premier League y la FA Cup, desde 1993.
La competición fue renombrada como la Community Shield el año 2002. Una pequeña cantidad es destinada a la caridad, mientras que lo demás es para reformar la competición.
El equipo más exitoso en la competición es el Manchester United, ganador en veintiuna ocasiones. Además, posee el récord de mayor cantidad de goles marcados en un partido luego de golear 8-4 a Swindon Town, en 1911.
El vigente campeón es el Manchester City (campeón de la Premier League 2023-24) tras vencer 7-6 en los penales (1-1 en tiempo regular) al Manchester United (campeón de la FA Cup 2023-24).

## Historial
| Edición          | Campeón                                         | Resultado                                       | Subcampeón                                      | Sede                                            |
| Charity Shield   | Charity Shield                                  | Charity Shield                                  | Charity Shield                                  | Charity Shield                                  |
| ---------------- | ----------------------------------------------- | ----------------------------------------------- | ----------------------------------------------- | ----------------------------------------------- |
| 1908             | Manchester United                               | 4 - 0                                           | Queens Park Rangers                             | Stamford Bridge, Londres                        |
| 1909             | Newcastle United (1)                            | 2 - 0                                           | Northampton Town                                | Stamford Bridge, Londres                        |
| 1910             | Brighton & Hove Albion (1)                      | 1 - 0                                           | Aston Villa                                     | Stamford Bridge, Londres                        |
| 1911             | Manchester United                               | 8 - 4                                           | Swindon Town                                    | Stamford Bridge, Londres                        |
| 1912             | Blackburn Rovers (1)                            | 2 - 1                                           | Queens Park Rangers                             | White Hart Lane, Londres                        |
| 1913             | Inglaterra                                      | 7 - 2                                           | Inglaterra amateurs                             | The Den, Londres                                |
| 1914-1919        | No disputado debido a la Primera Guerra Mundial | No disputado debido a la Primera Guerra Mundial | No disputado debido a la Primera Guerra Mundial | No disputado debido a la Primera Guerra Mundial |
| 1920             | West Bromwich Albion                            | 2 - 0                                           | Tottenham Hotspur                               | White Hart Lane, Londres                        |
| 1921             | Tottenham Hotspur                               | 2 - 0                                           | Burnley                                         | White Hart Lane, Londres                        |
| 1922             | Huddersfield Town (1)                           | 1 - 0                                           | Liverpool                                       | Old Trafford, Mánchester                        |
| 1923             | Inglaterra                                      | 2 - 0                                           | Inglaterra amateurs                             | Stamford Bridge, Londres                        |
| 1924             | Inglaterra                                      | 3 - 1                                           | Inglaterra amateurs                             | Highbury, Londres                               |
| 1925             | Inglaterra amateurs                             | 6 - 1                                           | Inglaterra                                      | White Hart Lane, Londres                        |
| 1926             | Inglaterra amateurs                             | 6 - 3                                           | Inglaterra                                      | Maine Road, Mánchester                          |
| 1927             | Cardiff City (1)                                | 2 - 1                                           | Corinthian                                      | Stamford Bridge, Londres                        |
| 1928             | Everton                                         | 2 - 1                                           | Blackburn Rovers                                | Old Trafford, Mánchester                        |
| 1929             | Inglaterra                                      | 3 - 0                                           | Inglaterra amateurs                             | The Den, Londres                                |
| 1930             | Arsenal                                         | 2 - 1                                           | Sheffield Wednesday                             | Stamford Bridge, Londres                        |
| 1931             | Arsenal                                         | 1 - 0                                           | West Bromwich Albion                            | Villa Park, Birmingham                          |
| 1932             | Everton                                         | 5 - 3                                           | Newcastle United                                | St James' Park, Newcastle                       |
| 1933             | Arsenal                                         | 3 - 0                                           | Everton                                         | Goodison Park, Liverpool                        |
| 1934             | Arsenal                                         | 4 - 0                                           | Manchester City                                 | Highbury, Londres                               |
| 1935             | Sheffield Wednesday (1)                         | 1 - 0                                           | Arsenal                                         | Highbury, Londres                               |
| 1936             | Sunderland (1)                                  | 2 - 1                                           | Arsenal                                         | Roker Park, Sunderland                          |
| 1937             | Manchester City                                 | 2 - 0                                           | Sunderland                                      | Maine Road, Mánchester                          |
| 1938             | Arsenal                                         | 2 - 1                                           | Preston North End                               | Highbury, Londres                               |
| 1939-1947        | No disputado debido a la Segunda Guerra Mundial | No disputado debido a la Segunda Guerra Mundial | No disputado debido a la Segunda Guerra Mundial | No disputado debido a la Segunda Guerra Mundial |
| 1948             | Arsenal                                         | 4 - 3                                           | Manchester United                               | Highbury, Londres                               |
| 1949             | Portsmouth (1)                                  | 1 - 1 Compartido                                | Wolverhampton Wanderers                         | Highbury, Londres                               |
| 1950             | Inglaterra                                      | 4 - 2                                           | Inglaterra amateurs                             | Stamford Bridge, Londres                        |
| 1951             | Tottenham Hotspur                               | 2 - 1                                           | Newcastle United                                | White Hart Lane, Londres                        |
| 1952             | Manchester United                               | 4 - 2                                           | Newcastle United                                | Old Trafford, Mánchester                        |
| 1953             | Arsenal                                         | 3 - 1                                           | Blackpool                                       | Highbury, Londres                               |
| 1954             | Wolverhampton Wanderers                         | 4 - 4 Compartido                                | West Bromwich Albion (2)                        | Molineux, Wolverhampton                         |
| 1955             | Chelsea                                         | 3 - 0                                           | Newcastle United                                | Stamford Bridge, Londres                        |
| 1956             | Manchester United                               | 1 - 0                                           | Manchester City                                 | Maine Road, Mánchester                          |
| 1957             | Manchester United                               | 4 - 0                                           | Aston Villa                                     | Old Trafford, Mánchester                        |
| 1958             | Bolton Wanderers (1)                            | 4 - 1                                           | Wolverhampton Wanderers                         | Burnden Park, Bolton                            |
| 1959             | Wolverhampton Wanderers                         | 3 - 1                                           | Nottingham Forest                               | Molineux, Wolverhampton                         |
| 1960             | Burnley                                         | 2 - 2 Compartido                                | Wolverhampton Wanderers (4)                     | Turf Moor, Burnley                              |
| 1961             | Tottenham Hotspur                               | 3 - 2                                           | Inglaterra                                      | White Hart Lane, Londres                        |
| 1962             | Tottenham Hotspur                               | 5 - 1                                           | Ipswich Town                                    | Portman Road, Ipswich                           |
| 1963             | Everton                                         | 4 - 0                                           | Manchester United                               | Goodison Park, Liverpool                        |
| 1964             | Liverpool                                       | 2 - 2 Compartido                                | West Ham United (1)                             | Anfield, Liverpool                              |
| 1965             | Manchester United                               | 2 - 2 Compartido                                | Liverpool                                       | Old Trafford, Mánchester                        |
| 1966             | Liverpool                                       | 1 - 0                                           | Everton                                         | Goodison Park, Liverpool                        |
| 1967             | Manchester United                               | 3 - 3 Compartido                                | Tottenham Hotspur                               | Old Trafford, Mánchester                        |
| 1968             | Manchester City                                 | 6 - 1                                           | West Bromwich Albion                            | Maine Road, Mánchester                          |
| 1969             | Leeds United                                    | 2 - 1                                           | Manchester City                                 | Elland Road, Leeds                              |
| 1970             | Everton                                         | 2 - 1                                           | Chelsea                                         | Stamford Bridge, Londres                        |
| 1971             | Leicester City                                  | 1 - 0                                           | Liverpool                                       | Filbert Street, Leicester                       |
| 1972             | Manchester City                                 | 1 - 0                                           | Aston Villa                                     | Villa Park, Birmingham                          |
| 1973             | Burnley (2)                                     | 1 - 0                                           | Manchester City                                 | Maine Road, Mánchester                          |
| 1974             | Liverpool                                       | 1 - 1 (6-5 pen.)                                | Leeds United                                    | Estadio de Wembley, Londres                     |
| 1975             | Derby County (1)                                | 2 - 0                                           | West Ham United                                 | Estadio de Wembley, Londres                     |
| 1976             | Liverpool                                       | 1 - 0                                           | Southampton                                     | Estadio de Wembley, Londres                     |
| 1977             | Manchester United                               | 0 - 0 Compartido                                | Liverpool                                       | Estadio de Wembley, Londres                     |
| 1978             | Nottingham Forest (1)                           | 5 - 0                                           | Ipswich Town                                    | Estadio de Wembley, Londres                     |
| 1979             | Liverpool                                       | 3 - 1                                           | Arsenal                                         | Estadio de Wembley, Londres                     |
| 1980             | Liverpool                                       | 1 - 0                                           | West Ham United                                 | Estadio de Wembley, Londres                     |
| 1981             | Aston Villa (1)                                 | 2 - 2 Compartido                                | Tottenham Hotspur                               | Estadio de Wembley, Londres                     |
| 1982             | Liverpool                                       | 1 - 0                                           | Tottenham Hotspur                               | Estadio de Wembley, Londres                     |
| 1983             | Manchester United                               | 2 - 0                                           | Liverpool                                       | Estadio de Wembley, Londres                     |
| 1984             | Everton                                         | 1 - 0                                           | Liverpool                                       | Estadio de Wembley, Londres                     |
| 1985             | Everton                                         | 2 - 0                                           | Manchester United                               | Estadio de Wembley, Londres                     |
| 1986             | Everton                                         | 1 - 1 Compartido                                | Liverpool                                       | Estadio de Wembley, Londres                     |
| 1987             | Everton                                         | 1 - 0                                           | Coventry City                                   | Estadio de Wembley, Londres                     |
| 1988             | Liverpool                                       | 2 - 1                                           | Wimbledon                                       | Estadio de Wembley, Londres                     |
| 1989             | Liverpool                                       | 1 - 0                                           | Arsenal                                         | Estadio de Wembley, Londres                     |
| 1990             | Liverpool                                       | 1 - 1 Compartido                                | Manchester United                               | Estadio de Wembley, Londres                     |
| 1991             | Arsenal                                         | 0 - 0 Compartido                                | Tottenham Hotspur (7)                           | Estadio de Wembley, Londres                     |
| 1992             | Leeds United (2)                                | 4 - 3                                           | Liverpool                                       | Estadio de Wembley, Londres                     |
| 1993             | Manchester United                               | 1 - 1 (5-4 pen.)                                | Arsenal                                         | Estadio de Wembley, Londres                     |
| 1994             | Manchester United                               | 2 - 0                                           | Blackburn Rovers                                | Estadio de Wembley, Londres                     |
| 1995             | Everton (9)                                     | 1 - 0                                           | Blackburn Rovers                                | Estadio de Wembley, Londres                     |
| 1996             | Manchester United                               | 4 - 0                                           | Newcastle United                                | Estadio de Wembley, Londres                     |
| 1997             | Manchester United                               | 1 - 1 (4-2 pen.)                                | Chelsea                                         | Estadio de Wembley, Londres                     |
| 1998             | Arsenal                                         | 3 - 0                                           | Manchester United                               | Estadio de Wembley, Londres                     |
| 1999             | Arsenal                                         | 2 - 1                                           | Manchester United                               | Estadio de Wembley, Londres                     |
| 2000             | Chelsea                                         | 2 - 0                                           | Manchester United                               | Estadio de Wembley, Londres                     |
| 2001             | Liverpool                                       | 2 - 1                                           | Manchester United                               | Millennium Stadium, Cardiff                     |
| Community Shield |                                                 |                                                 |                                                 |                                                 |
| 2002             | Arsenal                                         | 1 - 0                                           | Liverpool                                       | Millennium Stadium, Cardiff                     |
| 2003             | Manchester United                               | 1 - 1 (4-3 pen.)                                | Arsenal                                         | Millennium Stadium, Cardiff                     |
| 2004             | Arsenal                                         | 3 - 1                                           | Manchester United                               | Millennium Stadium, Cardiff                     |
| 2005             | Chelsea                                         | 2 - 1                                           | Arsenal                                         | Millennium Stadium, Cardiff                     |
| 2006             | Liverpool                                       | 2 - 1                                           | Chelsea                                         | Millennium Stadium, Cardiff                     |
| 2007             | Manchester United                               | 1 - 1 (3-0 pen.)                                | Chelsea                                         | Estadio de Wembley, Londres                     |
| 2008             | Manchester United                               | 0 - 0 (3-1 pen.)                                | Portsmouth                                      | Estadio de Wembley, Londres                     |
| 2009             | Chelsea (4)                                     | 2 - 2 (4-1 pen.)                                | Manchester United                               | Estadio de Wembley, Londres                     |
| 2010             | Manchester United                               | 3 - 1                                           | Chelsea                                         | Estadio de Wembley, Londres                     |
| 2011             | Manchester United                               | 3 - 2                                           | Manchester City                                 | Estadio de Wembley, Londres                     |
| 2012             | Manchester City                                 | 3 - 2                                           | Chelsea                                         | Villa Park, Birmingham                          |
| 2013             | Manchester United                               | 3 - 0                                           | Wigan Athletic                                  | Estadio de Wembley, Londres                     |
| 2014             | Arsenal                                         | 3 - 0                                           | Manchester City                                 | Estadio de Wembley, Londres                     |
| 2015             | Arsenal                                         | 1 - 0                                           | Chelsea                                         | Estadio de Wembley, Londres                     |
| 2016             | Manchester United (21)                          | 2 - 1                                           | Leicester City                                  | Estadio de Wembley, Londres                     |
| 2017             | Arsenal                                         | 1 - 1 (4-1 pen.)                                | Chelsea                                         | Estadio de Wembley, Londres                     |
| 2018             | Manchester City                                 | 2 - 0                                           | Chelsea                                         | Estadio de Wembley, Londres                     |
| 2019             | Manchester City (6)                             | 1 - 1 (5-4 pen.)                                | Liverpool                                       | Estadio de Wembley, Londres                     |
| 2020             | Arsenal                                         | 1 - 1 (5-4 pen.)                                | Liverpool                                       | Estadio de Wembley, Londres                     |
| 2021             | Leicester City (2)                              | 1 - 0                                           | Manchester City                                 | Estadio de Wembley, Londres                     |
| 2022             | Liverpool (16)                                  | 3 - 1                                           | Manchester City                                 | King Power Stadium, Leicester                   |
| 2023             | Arsenal (17)                                    | 1 - 1 (4-1 pen.)                                | Manchester City                                 | Estadio de Wembley, Londres                     |
| 2024             | Manchester City (7)                             | 1 - 1 (7-6 pen.)                                | Manchester United                               | Estadio de Wembley, Londres                     |
| 2025             | Crystal Palace (1)                              | 2 - 2 (3-2 pen.)                                | Liverpool                                       | Estadio de Wembley, Londres                     |

## Palmarés
| Club                    | Campeón | Subcampeón | Años campeón | Años subcampeón                                            |
| ----------------------- | ------- | ---------- | --- | ---------------------------------------------------------- |
| Manchester United       | 21      | 10         | 1908, 1911, 1952, 1956, 1957, 1965*, 1967*, 1977*, 1983, 1990*, 1993, 1994, 1996, 1997, 2003, 2007, 2008, 2010, 2011, 2013, 2016 | 1948, 1963, 1985, 1998, 1999, 2000, 2001, 2004, 2009, 2024 |
| Arsenal                 | 17      | 7          | 1930, 1931, 1933, 1934, 1938, 1948, 1953, 1991*, 1998, 1999, 2002, 2004, 2014, 2015, 2017, 2020, 2023                            | 1935, 1936, 1979, 1989, 1993, 2003, 2005                   |
| Liverpool               | 16      | 9          | 1964*, 1965*, 1966, 1974, 1976, 1977*, 1979, 1980, 1982, 1986*, 1988, 1989, 1990*, 2001, 2006, 2022                              | 1922, 1971, 1983, 1984, 1992, 2002, 2019, 2020, 2025       |
| Everton                 | 9       | 2          | 1928, 1932, 1963, 1970, 1984, 1985, 1986*, 1987, 1995                                                                            | 1933, 1966                                                 |
| Manchester City         | 7       | 9          | 1937, 1968, 1972, 2012, 2018, 2019, 2024                                                                                         | 1934, 1956, 1969, 1973, 2011, 2014, 2021, 2022, 2023       |
| Tottenham Hotspur       | 7       | 2          | 1921, 1951, 1961, 1962, 1967*, 1981*, 1991*                                                                                      | 1920, 1982                                                 |
| Chelsea                 | 4       | 9          | 1955, 2000, 2005, 2009 | 1970, 1997, 2006, 2007, 2010, 2012, 2015, 2017, 2018       |
| Wolverhampton Wanderers | 4       | 1          | 1949*, 1954*, 1959, 1960* | 1958                                                       |
| West Bromwich Albion    | 2       | 2          | 1920, 1954* | 1931, 1968                                                 |
| Leeds United            | 2       | 1          | 1969, 1992 | 1974                                                       |
| Burnley                 | 2       | 1          | 1960*, 1973 | 1921                                                       |
| Leicester City          | 2       | 1          | 1971, 2021 | 2016                                                       |
| Newcastle United        | 1       | 5          | 1909 | 1932, 1951, 1952, 1955, 1996                               |
| Blackburn Rovers        | 1       | 3          | 1912 | 1928, 1994, 1995                                           |
| Aston Villa             | 1       | 2          | 1981* | 1910, 1957                                                 |
| West Ham United         | 1       | 2          | 1964* | 1975, 1980                                                 |
| Sheffield Wednesday     | 1       | 1          | 1935 | 1930                                                       |
| Sunderland              | 1       | 1          | 1936 | 1937                                                       |
| Portsmouth              | 1       | 1          | 1949* | 2008                                                       |
| Nottingham Forest       | 1       | 1          | 1978 | 1959                                                       |
| Brighton & Hove Albion  | 1       | -          | 1910 | -                                                          |
| Huddersfield Town       | 1       | -          | 1922 | -                                                          |
| Cardiff City            | 1       | -          | 1927 | -                                                          |
| Bolton Wanderers        | 1       | -          | 1958 | -                                                          |
| Derby County            | 1       | -          | 1975 | -                                                          |
| Crystal Palace          | 1       | -          | 2025 | -                                                          |

- Nota: (*) = Título compartido.

### Campeones consecutivos
Clubes que han ganado la Community Shield consecutivamente y se han transformado en bicampeones (dos títulos consecutivos), tricampeones (tres títulos consecutivos) o tetracampeones (cuatro títulos consecutivos).
| Club                    | Tetracampeonatos           | Tricampeonatos                           | Bicampeonatos                                                          |
| ----------------------- | -------------------------- | ---------------------------------------- | ---------------------------------------------------------------------- |
| Everton                 | 1 (1984, 1985, 1986, 1987) | -                                        | -                                                                      |
| Liverpool               | -                          | 2 (1964, 1965, 1966); (1988, 1989, 1990) | 2 (1976, 1977); (1979, 1980)                                           |
| Manchester United       | -                          | -                                        | 5 (1956, 1957); (1993, 1994); (1996, 1997); (2007, 2008); (2010, 2011) |
| Arsenal                 | -                          | -                                        | 4 (1930, 1931); (1933, 1934); (1998, 1999); (2014, 2015)               |
| Wolverhampton Wanderers | -                          | -                                        | 1 (1959, 1960)                                                         |
| Tottenham Hotspur       | -                          | -                                        | 1 (1961, 1962)                                                         |
| Manchester City         | -                          | -                                        | 1 (2018, 2019)                                                         |

## Entrenadores campeones

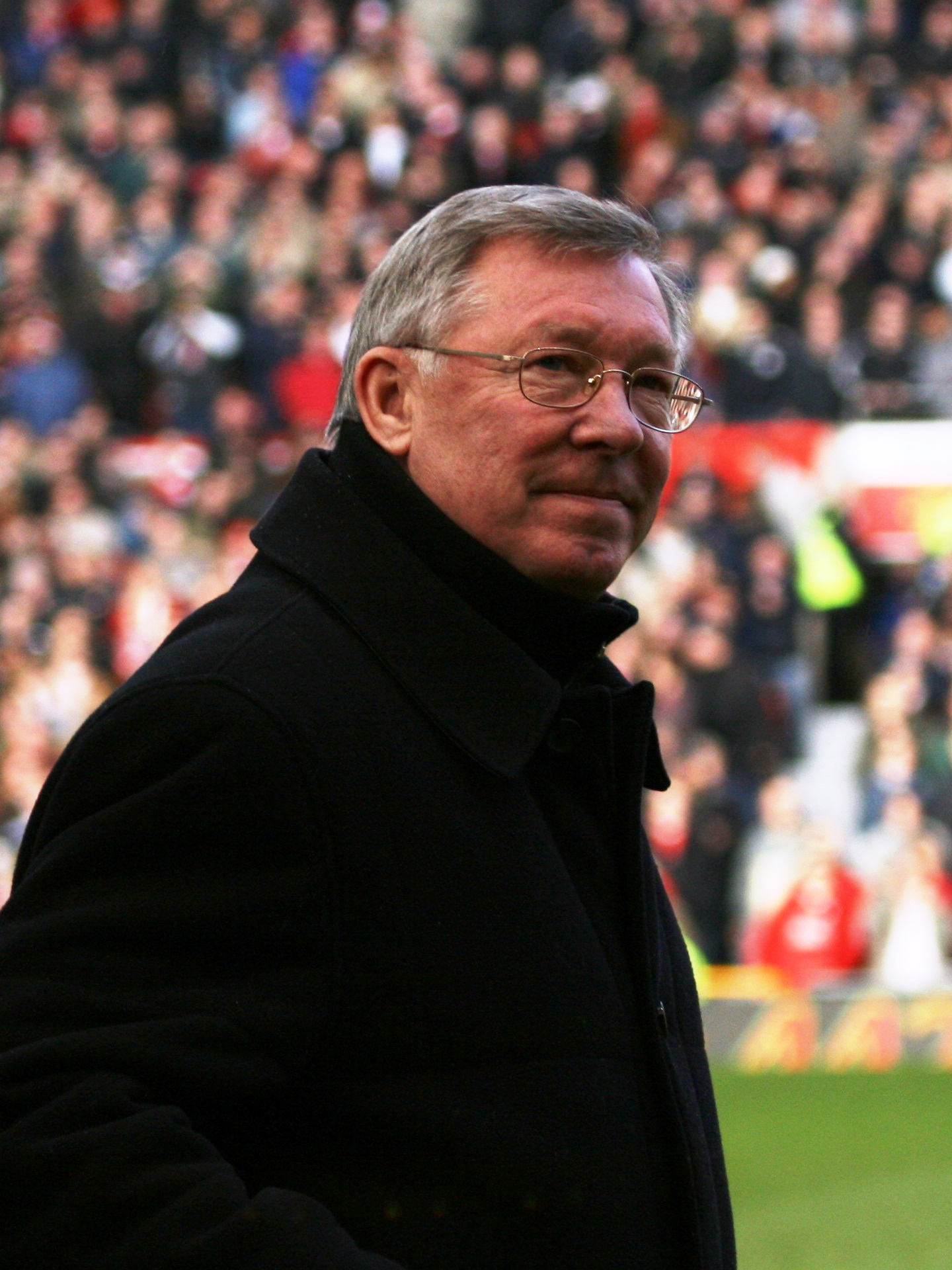
Alex Ferguson es el entrenador más exitoso en la historia de la Community Shield, con 10 títulos logrados

Lista de técnicos con al menos 3 títulos:
| Entrenador      | Títulos | Clubes                | Años campeón                                               |
| --------------- | ------- | --------------------- | ---------------------------------------------------------- |
| Alex Ferguson   | 10      | Manchester United     | 1990, 1993, 1994, 1996, 1997, 2003, 2007, 2008, 2010, 2011 |
| Arsène Wenger   | 7       | Arsenal               | 1998, 1999, 2002, 2004, 2014, 2015, 2017                   |
| Bob Paisley     | 6       | Liverpool             | 1974, 1976, 1977, 1979, 1980, 1982                         |
| Matt Busby      | 5       | Manchester United     | 1952, 1956, 1957, 1965, 1967                               |
| Herbert Chapman | 4       | Arsenal, Huddersfield | 1922, 1930, 1931, 1933                                     |
| Kenny Dalglish  | 4       | Liverpool             | 1986, 1988, 1989, 1990                                     |
| Howard Kendall  | 3       | Everton               | 1984, 1985, 1986                                           |
| Bill Nicholson  | 3       | Tottenham             | 1961, 1962, 1967                                           |
| Pep Guardiola   | 3       | Manchester City       | 2018, 2019, 2024                                           |